# Giulio Bresci
Giulio Bresci (* 29. November 1921 in Prato; † 8. August 1998 ebenda) war ein italienischer Radrennfahrer.

## Sportliche Laufbahn
Bresci war im Straßenradsport aktiv. 1938 begann er mit dem Radsport. Als Amateur gewann er 1941 Bologna–Raticosa und die Coppa Giulio Burci. Von 1944 bis 1954 war er Unabhängiger und Berufsfahrer. Er gewann 1948 das Eintagesrennen Grand Premio Industria & Commercio di Prato. Etappensiege gelangen ihm in der Ronde de France 1946 (einem Nachkriegsersatzrennen für die Tour de France), im Giro d’Italia 1947, in der Tour de Suisse 1947 und 1948, in der Tour de Romandie 1948. Zweiter wurde Bresci in der Tour de Suisse 1947 hinter Gino Bartali und 1948 hinter Ferdy Kübler, in der Katalonien-Rundfahrt 1948, im Giro del Lazio 1947, im Giro del Veneto 1949 und im Grand Premio Industria & Commercio di Prato 1951. Im Giro d’Italia 1947 kam er auf den dritten Rang.
Bresci bestritt zehn Grand Tours und fünfzehnmal Rennen der Monumente des Radsports. In der Tour de France 1946 wurde er Bergpreissieger. Im Giro d’Italia 1947 wurde er Sieger der Bergwertung.

## Grand-Tour-Platzierungen
| Grand Tour            | 1946 | 1947 | 1948 | 1949 | 1950 | 1951 | 1952 | 1953 |
| --------------------- | ---- | ---- | ---- | ---- | ---- | ---- | ---- | ---- |
| Vuelta a EspañaVuelta | –    | –    | –    | –    | –    | –    | –    | –    |
| Giro d’ItaliaGiro     | 6    | 3    | 7    | 7    | 9    | 13   | 37   | 34   |
| Tour de FranceTour    |      |      |      |      | DNF  | –    | 62   | –    |